# Bílkove Humence
Bílkove Humence jsou obec na Slovensku v okrese Senica. Žije zde 194 obyvatel.
Původní název osady vznikl podle nejrozšířenějšího příjmení jejích obyvatel – (Bilka). Jako samostatná obec vznikla až v roce 1914 oddělením od Borského sv. Mikuláše.